# Star Wars: The Clone Wars (serie de televisión de 2008)
Star Wars: The Clone Wars (titulada Star Wars: La guerra de los clones en Hispanoamérica) es una serie de televisión de animación por computadora, creada por George Lucas, producida por Lucasfilm y Lucasfilm Animation. La serie se estrenó en Estados Unidos, en Cartoon Network, el 3 de octubre del 2008. Es parte de la franquicia Star Wars, y está ambientada durante el período de su trilogía precuela, con las temporadas 1 a 6 ambientadas durante los tres años transcurridos entre Episodio II – El ataque de los clones (2002) y Episodio III – Revenge of the Sith (2005), mientras que los primeros ocho episodios de la última temporada tienen lugar durante el mismo período de tiempo y los últimos 4 episodios de la temporada 7 tienen lugar al mismo tiempo que Revenge of the Sith. Lucas, quien colaboró estrechamente con el director supervisor Dave Filoni en la serie,  la llamó una continuación de la serie anterior Clone Wars de 2003 producida por Genndy Tartakovsky.  
La serie se inició con la película Star Wars: The Clone Wars, que fue lanzada en los cines el 15 de agosto del 2008 y comenzó su emisión por televisión el 3 de octubre; cada episodio tiene una duración de 22 minutos, para cubrir una media hora de tiempo con los anuncios publicitarios. El creador de Star Wars, George Lucas, dijo que se producirán «por lo menos 100 episodios» y la serie terminó con 133 episodios. También existe una línea de cómic, que representa fragmentos de la historia en el período entre los episodios.
A principios de 2013, Lucasfilm anunció que The Clone Wars estaría "terminando".  Trece episodios que comprenden una nueva sexta temporada estuvieron disponibles en los EE. UU. para su transmisión en Netflix, junto con la serie completa, a partir del 7 de marzo de 2014. Un proyecto conocido como The Clone Wars Legacy adaptó arcos argumentales no producidos a otros formatos, como cómics y novelas. La serie fue revivida para una séptima y última temporada de 12 nuevos episodios, que se estrenó en Disney+ el 21 de febrero de 2020. 
The Clone Wars recibió al principio una recepción mayoritariamente positiva y luego elogios de la crítica y se convirtió en un éxito de audiencia significativo, convirtiéndose en el programa de mayor audiencia de Cartoon Network durante su lanzamiento inicial. La serie también fue nominada a numerosos premios de la industria, incluidos los Premios Daytime Emmy y los Premios Annie. 
Algunos personajes creados para The Clone Wars han aparecido en otras obras, incluidas las series animadas Star Wars Rebels (2014-2018) y Tales of the Jedi (2022-presente), y las series de acción real The Mandalorian (2019-presente), El libro de Boba Fett (2021-2022) y un spin-off del primero centrado en uno de los personajes principales de Las Guerras Clon, Ahsoka Tano.
Una secuela derivada, titulada Star Wars: The Bad Batch, se estrenó en Disney+ el 4 de mayo de 2021.

## Producción

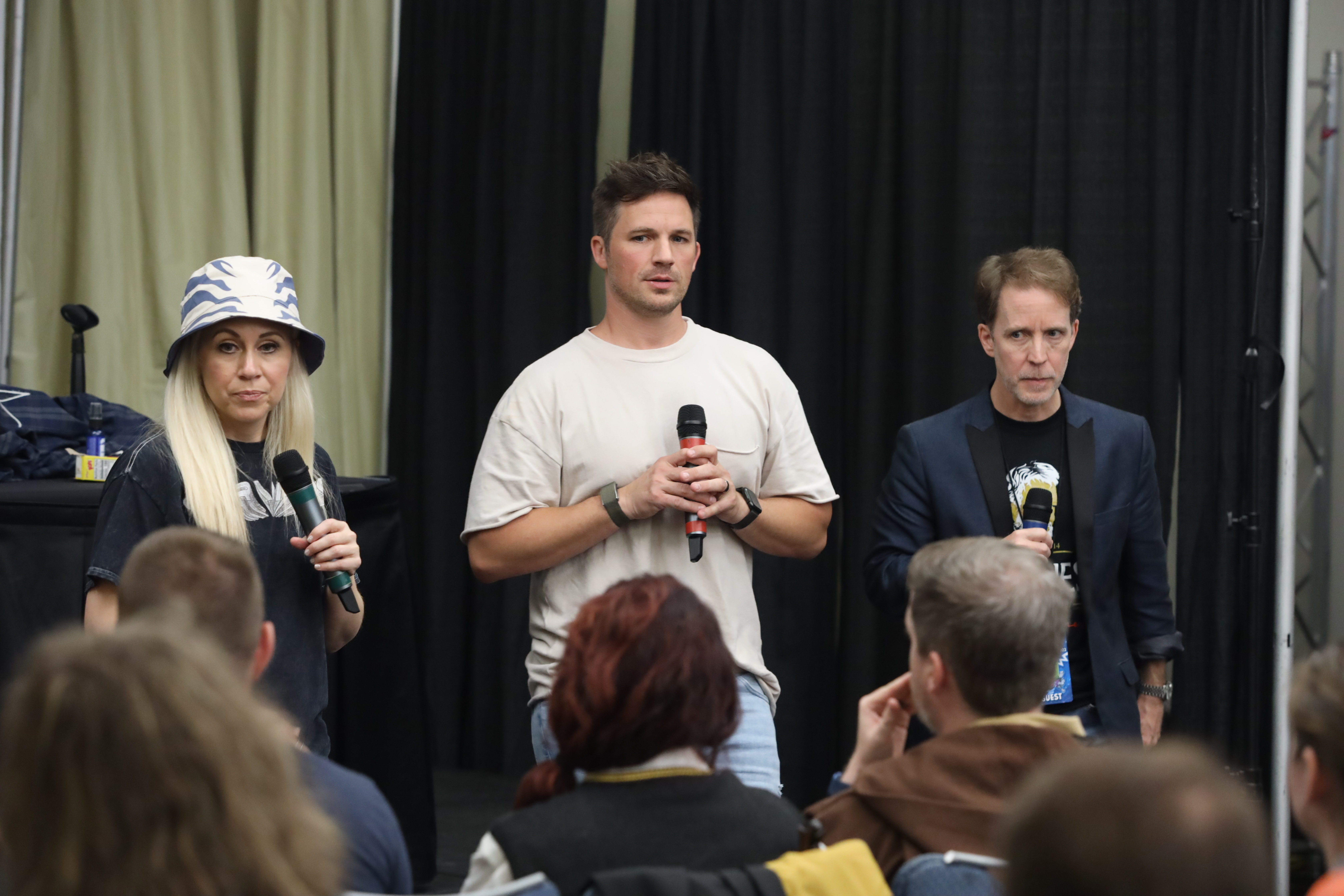
Actores de voz de la serie en la GalaxyCon de Raleigh en 2022

En abril de 2005, durante la tercera convención de Star Wars, Lucas afirmó que «estamos trabajando en una continuación 3D de la serie que estaba en Cartoon Network, aunque aún no se pondrá en marcha este proyecto». La preproducción se habría iniciado en julio de 2005, de acuerdo a Steve Sansweet, jefe de relaciones públicas de Lucasfilm. Sansweet se refirió a la serie como «la próxima generación de la saga de Star Wars, de duración de 30 minutos, en animación por ordenador 3D basada en la Guerras Clon que tienen lugar entre episodio II y el episodio III» y describió su aspecto como una fusión de anime con animación en 3D. La producción se lleva a cabo en la instalación de animación de Lucasfilm en Singapur.
Lucasfilm ha utilizado el software de Autodesk para animar tanto la película como la serie. El programa de modelado 3D Autodesk Maya se utilizó para crear los mundos que son muy detallados, los personajes y las criaturas. Los animadores examinaron los diseños originales de la serie de 2003 al crear el estilo de animación para el cine y la nueva serie.
En la aparición de Lucas el 3 de marzo del 2007 en el festival de televisión de William S. Paley, reveló que la serie sería episódica y, como tal, no se centrará en la historia de Anakin Skywalker; tendría además episodios dedicados a las tropas clon y otros caballeros jedi. Lucas reveló más información en una entrevista, en la que anunció la aparición de un nuevo personaje llamado Ahsoka Tano, más de cien episodios y una posible aparición de Boba Fett. En una entrevista realizada el 24 de septiembre del 2007 por TV Guide, que 39 episodios de la serie se habían completado. El 8 de abril del 2007, Ain't It Cool News informó que el músico Eric Rigler había grabado temas para la serie. Rigler reveló que cada planeta en la galaxia de Star Wars tendría su propio tema musical, basado en la música búlgara y celta-irlandesa. El primer tráiler de la serie se publicó en el sitio web oficial de Star Wars el 8 de mayo del 2007.

## Emisión
En marzo del 2013, Lucasfilm canceló la continuación de Star Wars: The Clone Wars, con lo que no habría más temporadas. Posteriormente, los derechos de emisión fueron adquiridos por Netflix, que pondría a disposición de sus usuarios las cinco primeras temporadas, además de un conjunto de nuevos episodios bajo el nombre de Las misiones perdidas. La serie habría terminado con un total de 121 episodios.
El 16 de enero del 2014, la cadena de televisión alemana Super RTL anunció sus planes para estrenar la sexta temporada, que consta de trece episodios. El 7 de marzo del 2014 se estrenaron en Netflix los episodios de la sexta temporada. En la supuesta temporada final, titulada Las misiones perdidas, la fuerza combatirá desavenencias en su interior y se enfrentará a la amenaza creciente de los Sith y sus aprendices en la Galaxia, y la creación de la orden 66.
El 19 de julio del 2018, durante la San Diego Comic Con 2018, se anunció el estreno de la séptima temporada, esta contó con 12 episodios y servirá para poner un verdadero final a la serie. La serie en su totalidad está disponible en la plataforma de streaming Disney+.
La serie se estrenó en España por la cadena Antena 3 a finales del 2008 y en Cartoon Network . En Colombia, se transmitía por Caracol Televisión. Más tarde, también comenzó a ser emitida por Cartoon Network, el mismo canal que emitió las series en 2D en 2003 y 2005. La segunda temporada se estrenó el 20 de noviembre del 2009 en Neox. La tercera temporada se estrenó el 8 de abril del 2011 en Cartoon Network.
Canal 5 (México) se adelantó a Cartoon Network al comenzar la difusión en Hispanoamérica el 3 de noviembre del 2008, transmitiendo dos episodios como estreno. Dicha cadena estrenó la serie el 13 de febrero del año siguiente.
El 14 de abril del 2012 se estrenó en España la cuarta temporada, y el 4 de junio en Latinoamérica.
El 6 de abril del 2013 se estrenó en España la quinta temporada.
El 7 de marzo del 2014 se estrenó en Netflix la sexta temporada. 
El 19 de julio del 2018, durante la San Diego Comic Con 2018, se anunció el estreno de la séptima temporada, esta contará con 12 episodios y servirá para poner un verdadero final a la serie. Estará disponible en la nueva plataforma de streaming de Disney+.

## Descripción de la serie
The Clone Wars se desarrolla durante la era de la trilogía de precuelas, y se desarrolla durante el lapso de tres años entre las películas El ataque de los clones y La venganza de los Sith. Los protagonistas incluyen personajes que regresan de las películas, incluidos Anakin Skywalker, Obi-Wan Kenobi, Padmé Amidala, Yoda y Mace Windu, así como nuevos personajes creados específicamente para la serie, como la padawan de Anakin, Ahsoka Tano y el clon Capitán Rex de la Legión 501.
La serie se centra en el conflicto del mismo nombre entre la República Galáctica y la Confederación de Sistemas Independientes, un movimiento separatista organizado por el Lord Sith Conde Dooku. Los Caballeros Jedi de la República lideran sus legiones de soldados clon contra los ejércitos de droides separatistas encabezados por el comandante cyborg General Grievous. Sin que la galaxia lo sepa, el misterioso Darth Sidious controla y manipula ambos lados de la guerra como parte de su plan maestro para eliminar a los Jedi y crear un nuevo estado gobernante bajo su gobierno. Con ese fin, la serie describe el deterioro gradual de la República hasta los inicios del Imperio que Palpatine haría oficial en La Venganza de los Sith. Otros antagonistas incluyen a la aprendiz y asesina de Dooku, Asajj Ventress, el infame cazarrecompensas Cad Bane y el renegado Lord Sith Darth Maul.
La serie se concibió inicialmente como una antología, con episodios que compartían pocas conexiones narrativas, pero temporadas posteriores presentarían arcos argumentales más largos que abarcarían varios episodios.

## Temporadas
| Temporada | Temporada | Nombre                                | Episodios | Estados Unidos            | Estados Unidos        | España                   | España                | Latinoamérica            | Latinoamérica         |
| Temporada | Temporada | Nombre                                | Episodios | Estreno                   | Final                 | Estreno                  | Final                 | Estreno                  | Final                 |
| --------- | --------- | ------------------------------------- | --------- | ------------------------- | --------------------- | ------------------------ | --------------------- | ------------------------ | --------------------- |
|           | Película  | Star Wars: The Clone Wars             | -         | 15 de agosto del 2008     | 15 de agosto del 2008 | 29 de agosto del 2008    | 29 de agosto del 2008 | 15 de agosto del 2008    | 15 de agosto del 2008 |
|           | 1         | Una galaxia dividida                  | 22        | 3 de octubre del 2008     | 24 de marzo del 2009  | 28 de noviembre del 2008 | 27 de marzo del 2009  | 13 de febrero del 2009   | 3 de julio del 2009   |
|           | 2         | El alzamiento de los cazarrecompensas | 22        | 2 de octubre del 2009     | 30 de abril del 2010  | 20 de noviembre del 2009 | 14 de mayo del 2010   | 4 de abril del 2010      | 22 de agosto del 2010 |
|           | 3         | Secretos revelados                    | 22        | 17 de septiembre del 2010 | 1 de abril del 2011   | 8 de abril del 2011      | 21 de mayo del 2011   | 3 de abril del 2011      | 28 de agosto del 2011 |
|           | 4         | Líneas de batalla                     | 22        | 16 de septiembre del 2011 | 16 de marzo del 2012  | 14 de abril del 2012     | 24 de junio del 2012  | 4 de junio del 2012      | 3 de julio del 2012   |
|           | 5         | Armada de venganza                    | 20        | 29 de septiembre del 2012 | 2 de marzo del 2013   | 6 de abril del 2013      | 9 de junio del 2013   | 6 de mayo del 2013       | 31 de mayo del 2013   |
|           | 6         | Las misiones perdidas                 | 13        | 7 de marzo del 2014       | 7 de marzo del 2014   | 2015                     | 2015                  | 2015                     | 2015                  |
|           | 7         | El fin de una guerra                  | 12        | 21 de febrero del 2020    | 4 de mayo del 2020    | 24 de marzo del 2020     | 8 de mayo del 2020    | 17 de noviembre del 2020 | 29 de enero del 2021  |

## Personajes
Esta es la lista de los personajes que aparecen en la serie de animación 3D:
| - Qui-Gon Jinn - Obi-Wan Kenobi - Anakin Skywalker - Ahsoka Tano - Padmé Amidala - Jocasta Nu - C-3PO - R2-D2 - Yoda - Conde Dooku - Mace Windu - Asajj Ventress - General Grievous - Cad Bane - Palpatine - Plo Koon - Kit Fisto - Ki-Adi-Mundi - Cato Parasiti - Nute Gunray - Pong Krell | - Satine Kryze - Pre Vizsla - Bo-Katan Kryze - Aayla Secura - Embo - Eeth Koth - Even Piell - Mas Amedda - Ackbar - Cincos - Echo - Heavy - Clon 99 - Chewbacca - Jabba el Hutt - Rotta el Hutt - Guardaespaldas de Grievous - Soldados Clon - Barriss Offee - Poggle el Menor - Morley - Osi Sobeck | - Tarpals - Wat Tambor - Almec - Comandante Cody - Jar Jar Binks - Darth Sidious - Darth Maul - Savage Opress - Capitán Rex - Boba Fett - Luminara Unduli - Comandante Gree - Rey Katunko - Almirante Wulff Yularen - Cad Bane - Shaak Ti - Greedo - Ziro el Hutt | - Aurra Sing - Bossk - Dengar - Wilhuff Tarkin - Waxer - Miraj Scintel - Rako Hardeen - Moralo Eval - Hondo Ohnaka - Sugi - Jiro - Lux Bonteri - Ziton Moj - Lom Pyke - Korkie Kryze - Coronel Meebur Gascon - Mr. Borkus - Capitán Gregor - Adi Gallia |

## Elenco de voces
| Personaje               | Voces originales en inglés | Doblaje de México                  | Doblaje de España            |
| ----------------------- | -------------------------- | ---------------------------------- | ---------------------------- |
| Anakin Skywalker        | Matt Lanter                | Irwin Daayán                       | Óscar Muñoz                  |
| Ahsoka Tano             | Ashley Eckstein            | Leyla Sofía Rangel                 | Carla Torres Danés           |
| Ahsoka Tano             | Ashley Eckstein            | Marisol Romero (eps. 81-87)        | Carla Torres Danés           |
| Obi-Wan Kenobi          | James Arnold Taylor        | Mario Filio                        | Daniel García                |
| Plo Koon                | James Arnold Taylor        | Paco Mauri                         | Manolo García                |
| Soldados clon           | Dee Bradley Baker          | Miguel Ángel Ghigliazza (temp 1-3) | Jordi Ribes                  |
| Soldados clon           | Dee Bradley Baker          | José Luis Orozco (temp 4-6)        | Jordi Ribes                  |
| Padmé Amidala           | Catherine Taber            | Cristina Hernández                 | Nuria Trifol                 |
| Yoda                    | Tom Kane                   | Arturo Mercado                     | Ricardo Palmerola (temp 1-2) |
| Yoda                    | Tom Kane                   | Arturo Mercado                     | Jordi Royo (temp 3-6)        |
| Mace Windu              | Terrence C. Carson         | Blas García                        | Jordi Royo                   |
| Canciller Palpatine     | Ian Abercrombie (temp 1-4) | Javier Rivero                      | Jaume Comas                  |
| Canciller Palpatine     | Tim Curry (temp 5-6)       | Javier Rivero                      | Jaume Comas                  |
| C-3PO                   | Anthony Daniels            | Carlos del Campo                   | Alberto Mieza                |
| Conde Dooku             | Corey Burton               | José Lavat                         | Miguel Ángel Jenner          |
| Asajj Ventress          | Nika Futterman             | Jessica Ortiz                      | Gemma Ibáñez                 |
| General Grievous        | Matthew Wood               | Eduardo Giaccardi                  | Ricky Coello                 |
| Darth Sidious           | Ian Abercrombie (temp 1-4) | Carlos Segundo                     | Jaume Comas                  |
| Darth Sidious           | Tim Curry (temp 5-6)       | Carlos Segundo                     | Jaume Comas                  |
| Darth Maul              | Sam Witwer                 | Carlos Segundo                     | Claudí Domingo               |
| Savage Opress           | Clancy Brown               | Juan Carlos Tinoco                 | Domenech Farel               |
| Almirante Wullf Yularen | Tom Kane                   | Ricardo Brust (temp 1-4)           | Javier Viñas                 |
| Almirante Wullf Yularen | Tom Kane                   | Salvador Reyes (temp 6)            | Javier Viñas                 |
| Kit Fisto               | Phil LaMarr                | Óscar Flores                       | Toni Mora                    |
| Ki-Adi-Mundi            | Brian George               | Carlos Águila                      | Luis Fenton                  |
| Aayla Secura            | Jennifer Hale              | Erica Edwards                      | Alicia Laorden               |
| Eeth Koth               | Chris Edgerly              | José Luis Orozco                   | Enric Isasi-Isasmendi        |
| Saesee Tiin             | Dee Bradley Baker          | Gerardo Vásquez                    | Angel Del Río                |
| Luminara Unduli         | Olivia d'Abo               | Lety Amezcua                       | Nuria Llop                   |
| Even Piell              | Blair Bless                | Raúl Anaya                         | Jorge Varela                 |
| Barriss Offee           | Meredith Salenger          | Gaby Ugarte (temp 2)               | Isabel Valls                 |
| Barriss Offee           | Meredith Salenger          | Lupita Leal (temp 5)               | Isabel Valls                 |
| Adi Galia               | Angelique Perrin           | Sarah Souza                        | Teresa Manresa               |
| Quinlan Vos             | Al Rodrigo                 | Alfredo Gabriel Basurto            | Juan Antonio Bernal          |
| Shaak Ti                | Tasia Valenza              | Laura Ayala                        | M. Carmen Alarcón            |
| Jocasta Nu              | Flo DiRe                   | Ángela Villanueva                  | María Rosa Pizá              |
| Tera Sinube             | Greg Baldwin               | Francisco Colmenero                | Joaquín Gómez                |
| Nahdar Vebb             | Tom Kenny                  | Arturo Mercado Jr.                 | Luis García Márquez          |
| Ima-Gun Di              | Robin Atkin Downes         | Mauricio Pérez                     | Jordi Boixaderas             |
| Cin Drallig             | Robin Atkin Downes         | Enrique Horiuchi                   | ¿?                           |
| Qui-Gon Jinn            | Liam Neeson                | Salvador Delgado                   | Jordi Ribes                  |
| Jar Jar Binks           | Ahmed Best                 | Javier Rivero                      | Aleix Estadella              |
| Bail Organa             | Phil LaMarr                | Gerardo Reyero                     | Eduard Itchart               |
| Orn Free Taa            | Phil LaMarr                | Armando Coria                      | Eduardo Elías                |
| Onaconda Farr           | Dee Bradley Baker          | Sergio Gutiérrez Coto              | José Antonio Jiménez         |
| Mon Mothma              | Kath Soucie                | Elsa Covián                        | Maria del Mar Tamarit        |
| Riyo Chuchi             | Jennifer Hale              | Karla Falcón                       | Cristina Mauri               |
| Halle Burtoni           | Jameelah McMillan          | Ángeles Bravo                      | Josefina Rius                |
| Duquesa Satine          | Anna Graves                | Rosalba Sotelo                     | María Moscardó               |
| Clones (Niños)          | Daniel Logan               | José Antonio Toledano              | David Jenner                 |
| Almirante Kilian        | Julian Holloway            | Jaime Vega                         | Jesús Díez                   |
| Almirante Coburn        | Dee Bradley Baker          | Rafael Pacheco                     | Jordi Ribes                  |
| Capitán Thypho          | James C. Mathis III        | Salvador Reyes                     | Carlos Vicente               |
| Cham Syndulla           | Robin Atkin Downes         | José Gilberto Vilchis              | Paco Gázquez                 |
| Mas Amedda              | Stephen Stanton            | Mario Arvizu                       | Óscar Redondo                |
| Virrey Nute Gunray      | Tom Kenny                  | Gabriel Pingarrón                  | Rafael Calvo                 |
| Lott Dod                | Gideon Emery               | Eduardo Tejedo                     | César Lechiguero             |
| Wat Tambor              | Matthew Wood               | Idzi Dutkiewicz                    | Ramón Rocabayera             |
| Hondo Ohnaka            | Jim Cummings               | Humberto Vélez                     | Domenech Farel               |
| Cad Bane                | Corey Burton               | José Arenas                        | Alfonso Vallés               |
| Aurra Sing              | Jaime King                 | Kerygma Flores                     | Lola Oría                    |
| Lux Bonteri             | Jason Spisak               | Luis Fernando Orozco               | Víctor Gómez                 |
| Droides de Batalla      | Matthew Wood               | Héctor Emmanuel Gómez              | Eduard Doncos                |
| Narrador                | Tom Kane                   | Edgar David Aguilera               | Juan Carlos Gustems          |

## Videojuegos
- Star Wars: The Clone Wars - Republic Heroes
- Star Wars: The Clone Wars Jedi Alliance
- Lego Star Wars III: The Clone Wars